# Blue Wings
Blue Wings – niemiecka linia lotnicza działająca w latach 2002–2010, z siedzibą w Düsseldorfie. Głównym węzłem był Port lotniczy Düsseldorf.